# Når krigen slutter
|  | Denne artikel er oprettet af botten PalnaBot ud fra en ekstern database. Den kan derfor have sproglige fejl eller mangler. Denne skabelon kan fjernes efter kontrol af indholdet. |

Når krigen slutter er en film instrueret af Francois Verster.

## Handling
»Når krigen slutter« handler om nogle af følgerne af den sydafrikanske kamp mod Apartheid. BMW (Bonteheuwel Military Wing) er en selvforsvarsenhed dannet af teenagere i midten af firserne. Med to tidligere aktivister som centrum åbenbarer filmen de dybe ar, apartheidstyret har efterladt hos landets "tabte generation". Gori er kaptajn i den sydafrikanske hær og arbejder nu for regeringen med at bekæmpe kriminalitet. Hans gamle ven Marlon er bandemedlem, og hans verden består af stoffer og bandevold. Marlon kæmper for at forlade det kriminelle liv, men da hans søster bliver myrdet af en rivaliserende bande, står han i et dilemma. Filmen er en intens og barsk beretning om nogle miljøer og ødelagte mennesker, der - på trods - også rummer håb for en bedre fremtid.